# 548263 Alexandertutov
548263 Alexandertutov è un asteroide della fascia principale. Scoperto nel 2010, presenta un'orbita caratterizzata da un semiasse maggiore pari a 3,1007018 au e da un'eccentricità di 0,1020042, inclinata di 12,70857° rispetto all'eclittica.